# Girlfriend/Boyfriend
Girlfriend/Boyfriend is een nummer uit 1999 van de Amerikaanse hiphopgroep Blackstreet, in samenwerking met de Amerikaanse zangeres Janet Jackson, en de Amerikaanse rappers Eve en Ja Rule. Het is de tweede single van Finally, het derde studioalbum van Blackstreet.
Het nummer werd een klein hitje in een aantal landen. In de Amerikaanse Billboard Hot 100 haalde het een bescheiden 47e positie. In de Nederlandse Top 40 werd de 33e positie behaald, en in Vlaanderen een 14e positie in de Tipparade.